# Plethodon websteri
Plethodon websteri är en groddjursart som beskrevs av Richard Highton 1979. Plethodon websteri ingår i släktet Plethodon och familjen lunglösa salamandrar. IUCN kategoriserar arten globalt som livskraftig. Inga underarter finns listade i Catalogue of Life.